# Miguel Gallardo
José Miguel Gallardo Vera, noto come Miguel Gallardo (Granada, 29 settembre 1950 – Madrid, 11 novembre 2005), è stato un cantautore spagnolo.

## Biografia
Ha iniziato la propria carriera di cantante nel 1972. Le sue prime canzoni pubblicate come singoli sono state Billy Bom, Jenny, Sentimiento e Explosion de amor.
Nel 1975 ha pubblicato il suo primo album in studio Autorretrato, contenente il singolo Hoy tengo ganas de ti.
È stato marito dell'attrice Pilar Velázquez.

## Discografia parziale
- 1975 - Autorretrato
- 1976 - Miguel Gallardo 2
- 1978 - Desnúdate
- 1979 - Por un poco de ti
- 1980 - Sígueme
- 1982 - A mi próximo amor
- 1984 - Tu amante o tu enemigo
- 1985 - Corazón viajero
- 1987 - Dedicado
- 1988 - América
- 1990 - 1+1=3